# Carl von der Esch
Carl Åge Alexander von der Esch, född den 20 oktober 1969, är en svensk jurist och tidigare statssekreterare. Han är son till  riksdagsledamoten Björn von der Esch och porträttmålaren Signe von der Esch.
Carl von der Esch är reservofficer i flottan. Han avlade officersexamen 1990 vid Marinens Krigshögskola. Efter ett års tjänst som sjöofficer studerade von der Esch juridik vid Stockholms universitet.
Carl von der Esch var 2010-2014 statssekreterare åt moderata statsråd i regeringen Reinfeldt. Han utnämndes till statssekreterare åt infrastrukturminister Catharina Elmsäter-Svärd den 18 oktober 2010, och var därefter statssekreterre i Försvarsdepartementet 2012-2014. Dessförinnan var han biträdande chef för Moderaternas samordningskansli i Statsrådsberedningen, där han ansvarade för utbildnings-, jordbruks- och försvarsfrågor. Carl von der Esch har kommunala förtroendeuppdrag i Trosa kommun.